# Награда „Ирис“
Наградата „Ирис“ (на френски: Prix Iris) се присъжда ежегодно за канадски филм от Québec Cinéma“, която признава таланта и постиженията в главно франкофонската киноиндустрия в провинция Квебек, Канада.
Заменя наградата Guy-L'Écuyer, създадена през 1987 г. от Les Rendez-vous du cinéma québécois в памет на актьора Guy L'Écuyer.
Учредена през 1999 г., до 2016 г. е известна като награда „Ютра“ (с церемонията La Soirée des Jutra) в памет на влиятелния филмов режисьор от Квебек Клод Ютра. Неговото име е премахнато от наградите, след като е обвинен в педофилия.
Наградите се присъждат за най-добър филм и изпълнение, писане и технически категории като най-добър актьор, актриса, режисьор, сценарий и др. Не трябва да се бърка с наградата „Клод Ютра“, която е специална награда, присъждана от Академията за канадско кино и телевизия като част от отделната канадска награда за награди, също преименувана през 2016 г. вследствие на обвиненията срещу Юта. След оттеглянето на името му наградите от 2016 г. са представени единствено под името Québec Cinéma, докато се обявява новото постоянно име на наградата.
Сегашното име на наградата Prix Iris е обявено през октомври 2016 г. Фигурката е създадена от скулптора Чарлз Дауделин.